# 2783 Chernyshevskij
2783 Chernyshevskij è un asteroide della fascia principale. Scoperto nel 1974, presenta un'orbita caratterizzata da un semiasse maggiore pari a 2,5603528 UA e da un'eccentricità di 0,1643566, inclinata di 0,77909° rispetto all'eclittica.